# Thomas Brandis
Thomas Brandis (Hamburgo, 23 de junio de 1935 - 30 de marzo de 2017) fue un violinista alemán, primer violín de la Orquesta Filarmónica de Berlín entre 1961 y 1983, intérprete de música de cámara y pedagogo.
Comenzó en 1952 sus estudios de violín con Eva Hauptmann como profesora en la Hochschule für Musik und Theater de Hamburgo y más tarde los prosiguió en Londres con Max Rostal. Tras ganar el Concurso Internacional ARD comenzó su carrera como concertino de la Orquesta Sinfónica de Hamburgo y luego pasó a ser primer violín de la Orquesta Filarmónica de Berlín con veintiséis años, puesto que conservó hasta 1983. Con la Orquesta Filarmónica de Berlín, Brandis tocó a las órdenes de grandes batutas, como  Herbert von Karajan, Karl Böhm, Joseph Keilberth, Georg Solti, Eugen Jochum, Hans Schmidt-Isserstedt o Klaus Tennstedt. 

## Música de cámara
También destacó como intérprete de música de cámara. En 1976 fundó el Cuarteto Brandis, con el que actuó en los principales festivales de Europa, Japón y América.

## Grabaciones
Brandis hizo grabaciones para las discográficas EMI, Deutsche Grammophon, Teldec, Orfeo y Harmonia Mundi.

## Docencia
Fue profesor de violín en la Universidad de las Artes de Berlín hasta 2002, donde tuvo como alumnos a intérpretes tan destacados como Renaud Capuçon.
Como profesor visitante, frecuentó la Royal Academy of Music de Londres y desde el año 2002 es profesor de la Musikhochschule de Lubeca.